# Nevrorthus hannibal
Nevrorthus hannibal is een insect uit de familie van de Nevrorthidae, die tot de orde netvleugeligen (Neuroptera) behoort. 
Nevrorthus hannibal is voor het eerst wetenschappelijk beschreven door U. Aspöck & H. Aspöck in 1983.